# میلربیچ
میلربیچ (به انگلیسی: Miller Beach) یک منطقهٔ مسکونی در ایالات متحده آمریکا است که در گری، ایندیانا واقع شده‌است. میلربیچ ۹٬۹۰۰ نفر جمعیت دارد.